# Natja Brunckhorst

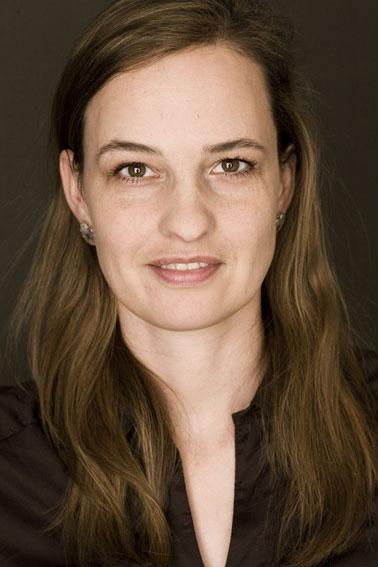
Natja Brunckhorst (um 2009)

Natja Brunckhorst (* 26. September 1966 in West-Berlin) ist eine deutsche Schauspielerin, Regisseurin, Drehbuchautorin und Produzentin. Sie wurde 1981 in der Rolle der Christiane F. im Film Christiane F. – Wir Kinder vom Bahnhof Zoo bekannt.

## Leben und Karriere
Natja Brunckhorst ist die Tochter des Bluesmusikers Hans Brunckhorst (1940–2015). Sie war 13 Jahre alt, als sie auf dem Schulhof entdeckt und von Regisseur Uli Edel für die Hauptrolle im Film Christiane F. – Wir Kinder vom Bahnhof Zoo (Dreharbeiten von August bis November 1980) engagiert wurde. Ihre schauspielerische Leistung wurde von Kritikern und Publikum gleichermaßen gelobt.
Dieser frühe Erfolg führte nach der Uraufführung des Films am 3. April 1981 zu einem Medienrummel um ihre Person, der die damalige Jungschauspielerin unvorbereitet traf. Noch als Jugendliche verlegte Natja Brunckhorst daraufhin ihren Wohnsitz nach Großbritannien. Anschließend lebte sie ein Jahr lang in Paris. 1987 kehrte sie nach Westdeutschland zurück, wo sie bis 1991 ein Schauspielstudium an der Schauspielschule Bochum absolvierte. Damals spielte sie in weiteren Filmen wie Babylon – Im Bett mit dem Teufel oder Tiger, Löwe, Panther. 1993/1994 pausierte sie, da sie an Krebs erkrankt war.
1998 begann Natja Brunckhorst, als Drehbuchautorin zu arbeiten, zunächst für die Fernsehserie Einsatz Hamburg Süd. Ihr biografischer Film Wie Feuer und Flamme erhielt 2001 die Lola für das beste Drehbuch. Im gleichen Jahr wurde ihre erste Regiearbeit veröffentlicht, La Mer, ein verspielt-romantischer Kurzfilm. Außerdem tritt sie immer noch in Filmen auf, so 2000 an der Seite von Franka Potente und Benno Fürmann im Kinofilm Der Krieger und die Kaiserin. In Totem, 2011 der einzige deutsche Beitrag auf den Filmfestspielen in Venedig, verkörperte sie eine Frau, die an der Sprachlosigkeit ihrer Familie verzweifelt.
Am 18. November 2012 lief im Ersten die Tatort-Folge Dinge, die noch zu tun sind, die nach einer Idee von ihr gedreht wurde. Am 21. September 2017 kam der von ihr geschriebene Film Amelie rennt in die Kinos. Am 26. Mai 2022 lief ihr erster Langfilm Alles in bester Ordnung mit Corinna Harfouch und Daniel Sträßer an, für den sie sowohl das Drehbuch schrieb als auch Regie führte.
Natja Brunckhorst war 2003 eines der Gründungsmitglieder der Deutschen Filmakademie.
Im Juli 2024 brachte sie den Film Zwei zu eins in die deutschen Kinos; bei der Komödie schrieb Natja Brunckhorst das Drehbuch und führte Regie. Zu ihrem Konzept sagt sie im Interview: „Mir war wichtig, dass meine Helden schlau sind.“

### Privatleben
Brunckhorst hat eine Tochter, die einer von 1989 bis 1993 dauernden Beziehung mit dem Schauspieler Dominic Raacke (* 1958) entstammt. Brunckhorst ist Mitglied der Hochbegabtenvereinigung Mensa.

## Auszeichnungen
- Deutscher Drehbuchpreis LOLA 2001: Wie Feuer und Flamme
- Goldener Spatz im Wettbewerb Kino-TV als Bester deutschsprachiger Spielfilm für Kinder (Amelie rennt)[5]

## Filmografie
- 1981: Christiane F. – Wir Kinder vom Bahnhof Zoo
- 1982: Querelle
- 1987: Kinder aus Stein
- 1989: Tiger, Löwe, Panther
- 1989: Der Fuchs (Fernsehserie, Staffel 1, Folge 7: Schach und Rauch)
- 1990: Veilchenbonbons (Kurzfilm)
- 1990: Die Spitzen der Gesellschaft
- 1992: Babylon – Im Bett mit dem Teufel
- 1993: Die Skrupellosen – Hörigkeit des Herzens
- 1994: Die Kommissarin (Fernsehserie, Staffel 1, Folge 11: Corinna)
- 1995: Alles außer Mord (Fernsehserie, Staffel 2, Folge 6: Y.?17)
- 1996: Das verletzte Lächeln
- 1996: Eine fast perfekte Liebe
- 1996: Pack mich (Kurzfilm)
- 1997: Die Story von Monty Spinnerratz[6][7][8]
- 1997: Dumm gelaufen
- 1997: Virus X – Der Atem des Todes
- 1997: Kalte Küsse
- 1997: Rendezvous (Kurzfilm)
- 1997: Einsatz Hamburg Süd (Fernsehserie, Staffel 1, Folge 10: Der Mann aus Eisen) (Drehbuch)
- 1998: Dr. Sommerfeld – Neues vom Bülowbogen (Fernsehserie, Staffel 1, Folge 9: Amour fou)[9][10]
- 1998: OP ruft Dr. Bruckner (Fernsehserie, Staffel 2, Folge 5: Reise in einen anderen Körper)
- 1999: Hiob (Kurzfilm) (Drehbuch / Schauspiel)[11]
- 2000: Der Krieger und die Kaiserin
- 2001: Wie Feuer und Flamme (Drehbuch)
- 2002: La mer (Kurzfilm) (Drehbuch / Koproduzentin / Regie)
- 2009: Tatort – Oben und unten (Drehbuch)
- 2009: Mein
- 2010: Wie ein Stern am Himmel (Drehbuch)
- 2011: SOKO Leipzig (Fernsehserie, Staffel 11, Folge 19: Wut im Bauch)
- 2011: Totem
- 2012: Tatort: Dinge, die noch zu tun sind (Idee/Drehbuch)
- 2013: The Night Taxi (Drehbuch)[12][13][14][15]
- 2013: Ritter Rost (3D-Animationsserie, Staffel 1, Folge 17: Die Steuer) (Drehbuch)
- 2014: The Airstrip: Aufbruch der Moderne – Teil III / Photographie und jenseits – Teil 21 (Kino-Dokumentarfilm) (Sprecherin)
- 2016: Polizeiruf 110: Und vergib uns unsere Schuld
- 2017: 2+2=22 [The Alphabet]: Streetscapes – Chapter I / Photography And Beyond – Part 24 (Kino-Dokumentarfilm) (Sprecherin)
- 2017: Streetscapes [Dialogue]: Streetscapes – Chapter III / Photography And Beyond – Part 26 (Kino-Dokumentarfilm) (Sprecherin)
- 2017: Amelie rennt (Drehbuch)
- 2018: Supa Modo (Mentorin/Drehbuch)[16]
- 2022: Alles in bester Ordnung (Drehbuch/Regie)
- 2024: Zwei zu eins (Drehbuch/Regie/Schauspiel[17])